# جون هولمز (شاعر)
جون هولمز (بالإنجليزية: John Holmes)‏ هو ناقد أدبي وشاعر أمريكي، ولد في 1904 في سومرفيل في الولايات المتحدة، وتوفي في 22 يونيو 1962.